# 土生玄碩

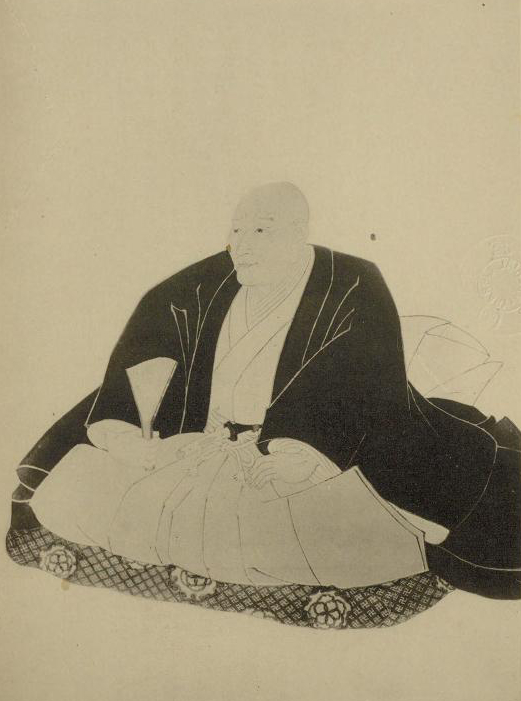
藤浪剛一『医家先哲肖像集』より土生玄碩

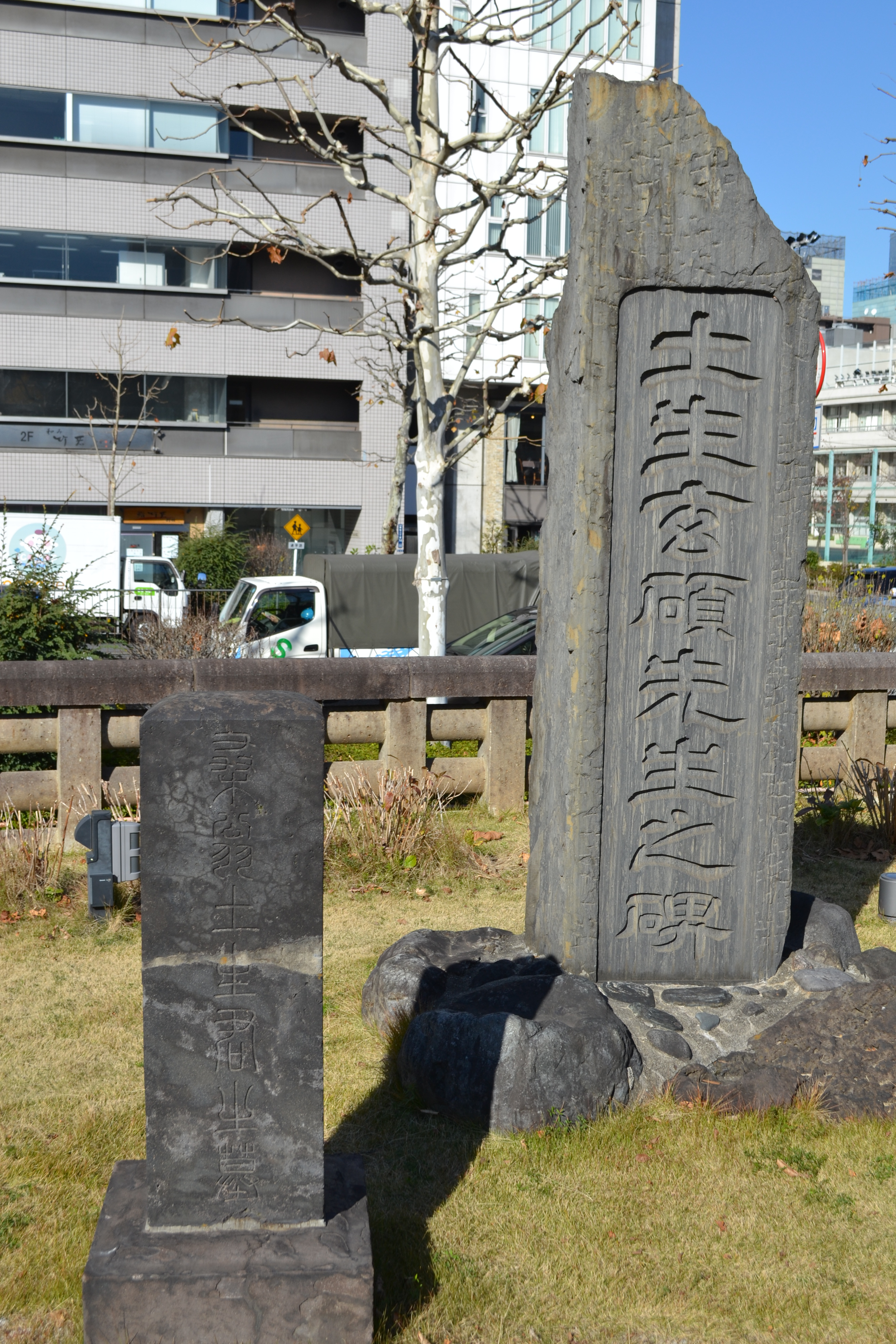
築地本願寺にある碑と墓石

土生 玄碩（はぶ げんせき、宝暦12年（1762年） - 嘉永元年8月17日（1848年9月14日））は、江戸時代後期の眼科医。国禁を侵して開瞳術を施した西洋眼科の始祖。名を義寿、幼名は久馬、はじめ玄道と称し、のち玄碩、号は桑翁、字は九如。

## 生涯
安芸国高田郡吉田村（現・広島県安芸高田市）の医家土生義辰の長男として生まれる。土生家は代々この地で眼科を業とした。安永7年（1778年）、17歳のとき、諸国をまわって眼科医学の知識を身につけたいと旅に出る。人づてに耳にした著名な眼科医を訪ねて教えを乞うが、当時の眼科医は徹底した秘密主義を守り、家業を継ぐ長子のみしか家伝の治療法をつたえない。やむなく京に出て、漢方医学の塾をひらいていた和田泰純（東郭）について医方を修める。ここで、たまたま打ち首になった罪人の腑分に加わる機会を得た。斬首されたばかりの刑死人は内臓の後、頭部も荒々しく切り裂かれ腑分は終わるが、その折、玄碩は、特に願い出て刑死人の眼球をえぐりとってもらい自らの手でそれを解剖した。このとき、玄碩のおこなった眼球の解剖は日本の眼科医学界で初めての試みであった。この後一旦帰郷するが、家伝の漢方眼科にあきたらず、再び大坂に出て三井元孺、高充国などに就き、新知識を受け大坂で開業した。ここで白内障の手術を会得し、世間一般に知られていない穿瞳術も発明した。25歳あるいは30歳で帰郷し家業を継ぐ。　
享和3年（1803年）42歳のとき、広島藩の藩医となる。文化5年（1808年）広島藩第7代藩主・浅野重晟の6女で南部利敬に嫁した教姫が眼病に罹り、不治とされたのを玄碩が召出され、江戸におもむき精妙な治療で全治させたことから大いに名声を得る。そのまま江戸にとどまり、杉田玄白宅に身を寄せ医学を研鑽。のち芝田町に開業し眼科医として盛名をはせた。文化6年（1809年）47歳のとき、将軍徳川家斉に招かれ、翌文化7年（1810年）2月には江戸幕府の奥医師を拝命。100表5人扶持及び町屋敷を浅草平衛門町に賜り、外藩の一藩医としては異例の出世を遂げる。文化10年（1813年）法眼に叙せられ、また子の玄昌も文政7年（1824年）西丸奥医師となった。玄碩の財は莫大なものとなり、多額の金子や地所を所有し、大名、武家、町人などにも金銭を貸し与えた。医家として最高の栄誉と富を得る身となる。後に入獄した際に市村座には2630両の貸付を、菊五郎と半四郎にはそれぞれ200両と150両の給金前貸があったという。　
文政5年（1822年）オランダ商館付の医師として来日したシーボルトが、文政9年（1826年）江戸に寄ったとき、玄碩親子はシーボルトに眼科について質問し、白内障等の手術に瞳孔をひらく瞳孔散大薬があり、それが眼科手術に絶対に必要なものだと聞かされる。玄碩は瞳孔を広げるこの薬（ベラドンナ）を分与されたが、それを使いきると再度の分与はシーボルトに断わられた。窮余の策で交換条件として、着ていた葵の紋付を差し出し頼み込んだ。紋服を外国人に贈ることは国禁であったが、同胞万民の病苦を救うためあえてこれを行う。シーボルトから日本にもベラドンナがあると聞き、江戸に帰り尾張からその植物を取り寄せ効果があることを確認。玄碩はこれを使い虹彩切開手術（白内障治療）手術に成功した。玄碩65歳のときであった。ただしこの植物はベラドンナでなく、ハシリドコロで、シーボルトの勘違いだったのだが、これがハシリドコロがベラドンナに代用された最初と言われている。このため、のち玄碩が日本の実験眼科の祖とされた。しかし、先のシーボルトに渡した紋服は、将軍から拝領の三つ葉葵の紋服であったため文政11年（1828年）、その贈与が発覚（シーボルト事件）。罪を問われ、官禄を奪われ獄に入り、晩年の大半を刑に服した。息子の玄昌は入獄は免れたものの奥医師を免ぜられた。天保8年（1837年）将軍徳川家慶の眼病によって息子の玄昌が再び召しだされ、その治療の功績によって奥医師に復帰して法眼に叙せられたのを機に玄碩も許され、江戸木場に居を構えて眼科を開業し隆盛を極めたという。87歳で没。著書に『師談録』『迎翠堂漫録』などがある。築地本願寺には土生玄碩の碑と玄碩の墓石が残されており、東京都指定旧跡土生玄碩墓となっている。(眼球を象った土生家の墓は東京都杉並区永福の築地本願寺和田堀廟所に移設されている）。
玄碩は若い頃には傲岸な性格が災いして患者から敬遠されていたが、大坂で白内翳によって他の医師から見放された盲人の治療に成功したことで、一躍その名が知られるようになった。また、「この世で一番大切なものはお金である」と公言して憚らず、万が一に備えて油樽2本に多額の財貨を詰めて深川の水辺に秘かに沈めさせた。入獄中、家族はそこから生活費を取り出すとともに、釈放のための賄賂の原資として用いたという。青柳精一は江戸時代に町医者として巨万の富を築いた東西の横綱として京都の新宮涼庭とともに玄碩の名前を挙げている。
講談や映画、歌舞伎、舞台などでしられる｢男の花道」は、三代目 中村歌右衛門と玄碩をモデルとする眼科医・土生玄硯との友情物語である。2006年には、滝沢秀明主演の時代劇ミュージカル（滝沢演舞城）の演目の一つにもなっている。